# Trimethylfosfaan
Trimethylfosfaan, ook wel trimethylfosfine genoemd, is een organische fosforverbinding met de formule {\displaystyle {\ce {P(CH3)3}}}, wat vaak afgekort wordt tot {\displaystyle {\ce {PMe3}}}. Het is een kleurloze vloeistof met een voor veel mensen onplezierige lucht. Deze lucht is karakteristiek voor veel alkylfosfanen. De verbinding wordt veel als ligand toegepast in de 
coördinatiechemie.

## Synthese
{\displaystyle {\ce {PMe3}}} kan bereid worden via de reactie van trifenylfosfiet met methylmagnesiumchloride:
{\displaystyle {\ce {3CH3MgCl\ +\ P(OC6H5)3\ ->[{\ce {Bu2O}}]\ P(CH3)3\ +\ 3C6H5OMgCl}}}
De synthese wordt uitgevoerd in dibutylether waaruit het door het verschil in kookpunt (142°C voor de ether, 39°C voor het fosfaan) makkelijk gedestilleerd kan worden.

## Structuur
De vorm van het molecuul is dat van een driezijdige pyramide met een vrijwel perfecte C3v symmetrie. De C-P-C bindingshoek is ongeveer 98,6°. Deze hoek is in overeenstemming met het feit dat fosfor voornaamelijk de 3p-orbitalen voor de binding gebruikt en dat er vrij weinig sp-hybridisatie in fosfor optreedt, een veel voorkomend verschijnsel in de fosforchemie. Het gevolg is dat het vrije elektronenpaar van fosfor zich in een voornamelijk s-orbitaal bevindt, net als in fosfine, {\displaystyle {\ce {PH3}}}.

## Reacties

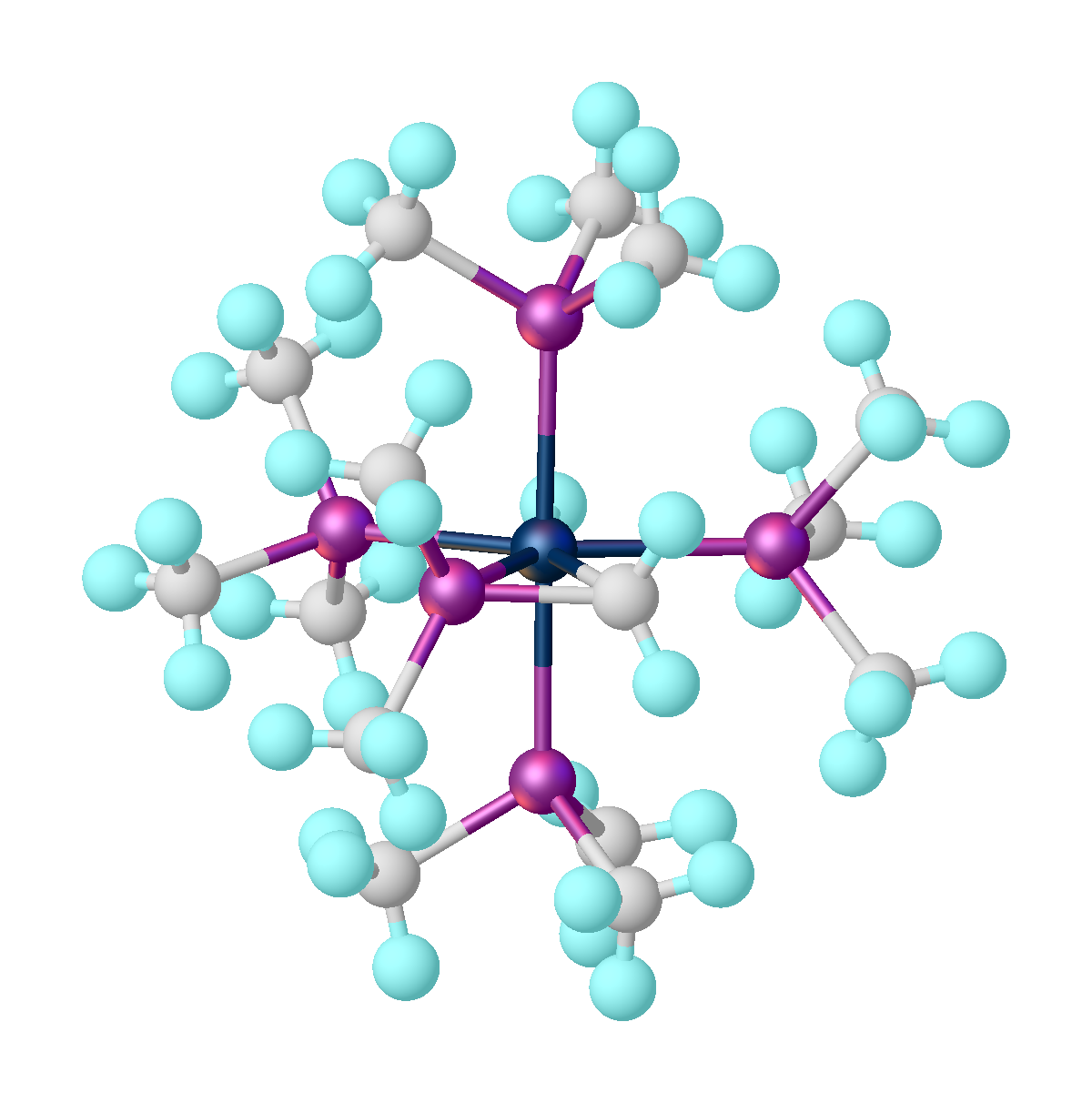
Structuur van W[P(CH3)3]5.

Met een pKz van 8,65 is trimetylfosfaan in staat met sterke zuren een proton te accepteren en (na verwijderen van het oplosmiddel) zouten van het type {\displaystyle {\ce {[HP(CH3)3^{+}]X^{-}}}} te geven. Deze reactie is reversibel.
Met sterke basen, zoals alkyllithium-verbindingen wordt aan één van de methylgroepen een waterstof-ion onttrokken en ontstaat {\displaystyle {\ce {P(CH3)2CH2Li}}}.
{\displaystyle {\ce {P(CH3)3}}} wordt makkelijk geoxideerd tot trimethylfosfineoxide. Met broommethaan wordt, analoog aan de reactie van trimethylamine met die stof,  tetramethylfosfoniumbromide gevormd..

### Coördinatieverbindingen
Trimethylfosfine is een sterk basische ligand die met vrijwel alle metalen coördinatieverbindingen vormt. Als ligand heeft de stof een kegelhoek van 118°. Deze hoek geeft een indicatie van de sterische eisen die de ligand stelt, en daarmee ook hoe de ligand aan metalen kan binden.
Als tamelijk compact fosfine kunnen meerdere {\displaystyle {\ce {PMe3}}}-moleculen aan één overgangsmetaal-centrum binden, bijvoorbeeld {\displaystyle {\ce {Pt(PEt3)4}}} Met zilverjodide wordt een lucht-stabiele vaste stof gevormd, {\displaystyle {\ce {AgI(PMe3)}}}, waaruit bij verwarmen weer trimethylfosfaan vrijkomt.

## Veiligheid
{\displaystyle {\ce {PMe3}}} is een toxische en pyrofore stof. Na oxidatie met natriumhypochloriet of waterstofperoxide tot trimethylfosfineoxide is het relatief velig te hanteren.